# گنجشک اشی مشی (داستان کودک)
گنجشک اشی مشی یک کتاب کودک فارسی نوشتهٔ ناصر یوسفی بر پایهٔ متل گنجشک اشی مشی است که در سال ۱۳۸۸ منتشر شد. این کتاب برندهٔ نهمین دورهٔ کتاب فصل شد و نامزد نهایی جشنواره حبیب غنی‌پور بود.

## نقد و بررسی
حامد هاتف به بررسی نقش عناصر بینامتنی در این داستان با استفاده از دیدگاه‌های ولادیمیر پراپ و بوریس توماشفسکی پرداخته‌است.
مهدی عصاره هم در مقاله‌ای ساختار و مضمون روایت داستان گنجشک اشی مشی را در این کتاب بررسی کرده‌است و نکات برجستهٔ داستان را انتخاب یک پرندهٔ آزاد به‌عنوان شخصیت اصلی داستان، تغییر چهره و رنگ‌به‌رنگ شدنِ او و تقابل رنگ‌ها با رنگ‌های جواهرات پادشاه می‌داند.